# Молитва Ефрема Сирина
Моли́тва Ефре́ма Си́рина (греч. Ἡ εὐχὴ Ἁγίου Ἐφραὶμ τοῦ Σύρου) — великопостная покаянная молитва, читаемая по православному церковному уставу на богослужениях суточного круга, начиная со вторника в конце вечерни, среды и пятницы Сырной седмицы, ежедневно с наступлением Великого поста (кроме субботы и воскресенья) до Великой среды Страстной седмицы (включительно).
Молитва названа именем преподобного Ефрема Сирина и традиционно приписывается ему. При этом, как и все приписываемые Ефрему Сирину молитвы, не может претендовать на аутентичность. Сам Ефрем разговаривал и писал на классическом сирийском языке (ново-ассирийском или арамейском), который до сих пор является литургическим языком Ассирийской церкви Востока. Молитва была написана на греческом языке и после смерти самого Ефрема Сирина. Для обозначения неизвестных авторов греческих текстов, которые приписываются Ефрему Сирину (в число них входит и «молитва Ефрема Сирина»), введено условное понятие «греческий Ефрем».

## Текст
Церковнославянский текст (гражданским шрифтом):

Го́споди и Влады́ко живота́ моего́, духъ пра́здности, уны́ния, любонача́лия и праздносло́вия не даждь ми.

духъ же целому́дрия, смиренному́дрия, терпе́ния и любве́ да́руй ми, рабу́ Твоему́.

ей, Го́споди Царю́, да́руй ми зре́ти моя́ прегреше́ния и не осужда́ти бра́та моего́, я́ко Благослове́нъ еси́ во ве́ки веко́въ. Аминь.
Оригинальный текст (греч.)Κύριε καὶ Δέσποτα τῆς ζωῆς μου, πνεῦμα ἀργίας, περιεργίας, φιλαρχίας, καὶ ἀργολογίας μή μοι δῷς.

Πνεῦμα δὲ σωφροσύνης, ταπεινοφροσύνης, ὑπομονῆς, καὶ ἀγάπης χάρισαί μοι τῷ σῷ δούλῳ.

Ναί, Κύριε Βασιλεῦ, δώρησαι μοι τοῦ ὁρᾶν τὰ ἐμὰ πταίσματα, καὶ μὴ κατακρίνειν τὸν ἀδελφόν μου, ὅτι εὐλογητὸς εἶ, εἰς τοὺς αἰῶνας τῶν αἰώνων. Ἀμήν

Дораскольный текст (в настоящее время имеется в двух вариантах среди старообрядцев):
- Вариант 1 (текст по уставу «Око церковное» 1633 года)[4]:

Го́споди и Влады́ко животу моему́, дух уны́ния и небреже́ния праздносло́вия и тщесла́вия, сребролю́бия и любонача́льства отжени́ от мене́.

Дух же целому́дрия, смире́ния, терпе́ния и любве́ да́руй ми, рабу́ Твоему́.

Ей, Го́споди Царю́, даждь ми зре́ти моя́ согреше́ния, и е́же не осужда́ти бра́та моего́, я́ко благослове́н еси́ во́ веки, аминь.

- Вариант 2 (Текст по Часослову 1652 года)[5]:

Го́споди и Влады́ко животу моему́, дух уны́ния, небреже́ния, сребролю́бия и праздносло́вия отжени́ от мене́.

Дух же целому́дрия, смире́ния, терпе́ния и любве́ да́руй ми, рабу́ Твоему́.

Ей, Го́споди Царю́, даждь ми зре́ти моя́ согреше́ния, и е́же не осужда́ти бра́та моего́, я́ко благослове́н еси́ во́ веки, аминь.

## Толкования
Живота моего — жизни моей, дух праздности — склонность к праздности (или лени), уныние (περιεργία) — ненужный труд, излишние хлопоты, суетливость; излишнее любопытство (в современном русском и церковно-славянском языках слово «уныние» имеет разные значения), любоначалие — властолюбие, то есть любовь начальствовать и властвовать над другими, празднословие — произношение пустых слов (пустословие), а также дурных и бранных слов, не даждь ми — не дай мне.
Целомудрие — здравомыслие, благоразумие, скромность, а также чистота и непорочность души, смиренномудрие — сознание своего несовершенства перед Богом, и когда не думаем о себе, что мы лучше других (смирение), терпение — терпение нужно при перенесении каких-либо неудобств, лишений и несчастий, чтобы начатое хорошее дело довести до конца, любве — род. от любовь (к Богу и ближним).
Ей, Господи — о, Господи, даруй мне зрети — дай мне видеть, осознавать.
Под братом здесь подразумевается всякий другой человек.
Яко благословен еси — потому что Ты достоин прославления.
После каждого из трёх стихов кладётся земной поклон, потом 12 раз с поясными поклонами читается «Бо́же, очи́сти мя, гре́шнаго и поми́луй мя» и повторяется ещё раз вся молитва с земным поклоном в конце. Так принято в российском православии после Никона.
В других православных традициях существуют свои особенности совершения данной молитвы.

## В литературе
Покаянная молитва Ефрема Сирина вдохновила А. С. Пушкина за полгода до его гибели на создание стихотворения «Отцы пустынники и жёны непорочны…»:
Отцы пустынники и жёны непорочны,

Чтоб сердцем возлетать во области заочны,

Чтоб укреплять его средь дольних бурь и битв,

Сложили множество божественных молитв;

Но ни одна из них меня не умиляет,

Как та, которую священник повторяет

Во дни печальные Великого поста;

Всех чаще мне она приходит на уста

И падшего крепит неведомою силой:

Владыко дней моих! Дух праздности унылой,

Любоначалия, змеи сокрытой сей,

И празднословия не дай душе моей.

Но дай мне зреть мои, о Боже, прегрешенья,

Да брат мой от меня не примет осужденья,

И дух смирения, терпения, любви

И целомудрия мне в сердце оживи.
Вышеуказанное стихотворение А. С. Пушкина указывает на замысел им лирического («каменностровского» или «каменноостровного») цикла Страстной недели, среда — молитва Ефрема Сирина, четверг — возмездие Иуде за предательство, свершённое в ночь со среды на четверг, пятница — день смерти Христа, когда в церкви установленный накануне крест сменяет плащаница. В каждом из стихотворений А. С. Пушкин чётко указывает день действия, хотя и не называет его, а сами стихотворения отмечает порядковыми номерами.